# Sonny Boy Williamson
John Lee Curtis Williamson (30 de março de 1914 — 1 de junho de 1948), mais conhecido como Sonny Boy Williamson, foi um tocador de harmônica de blues nascido em Jackson, Tennessee, cuja primeira gravação, "Good Morning, School Girl", foi um sucesso em 1937. Williamson foi bastante popular no sudeste dos Estados Unidos e tornou-se um sinônimo da harmônica no blues nas décadas seguintes, fazendo de seu apelido um nome artístico usado comumente na época de seu assassinato em 1948.

## Compilações
As gravações de Williamson foram gravadas em discos de 78 rpm pela Bluebird Records (uma subsidiária da RCA Victor Records) ou, depois que o selo foi descontinuado, pela RCA Victor. Ao longo dos anos, a RCA lançou várias compilações do material de Williamson, incluindo:
- Big Bill e Sonny Boy (apenas lado 2) (RCA, 1964)
- Bluebird Blues (RCA, 1970)
- Rare Sonny Boy (1937-1947) (RCA, 1988)
- RCA Blues & Heritage Series: The Bluebird Recordings, 1937-1938 (RCA, 1997)
- RCA Blues & Heritage Series: The Bluebird Recordings, 1938 (RCA, 1997)
- When The Sun Goes Down: The Secret History of Rock & Roll, vol. 8: Bluebird Blues (RCA Victor, 2003)

Selos especializados, como JSP Records, Saga, Indigo, Snapper e outros, também lançaram compilações. Em 1991, a Document Records lançou os trabalhos gravados completos de Williamson em ordem cronológica em cinco CDs.